# Henry B. Sayler
Henry Benton Sayler, född 31 mars 1836 i Montgomery County i Ohio, död 18 juni 1900 i Huntington i Indiana, var en amerikansk militär och politiker (republikan). Sayler avancerade till major i nordstatsarmén i amerikanska inbördeskriget. Han var ledamot av USA:s representanthus 1873–1875.
Sayler efterträdde 1873 William Williams som kongressledamot och efterträddes 1875 av William S. Haymond.
Sayler är begravd på Mount Hope Cemetery i Huntington i Indiana. Hans kusin Milton Sayler var ledamot av USA:s representanthus 1873–1879.